# Alpi del Tamina
Le Alpi del Tamina (in tedesco Tamina Alpen) sono un gruppo montuoso delle Alpi Glaronesi che si trova in Svizzera (Canton Grigioni e Canton San Gallo). Prendono il nome dal fiume Tamina che si incunea al loro interno.

## Delimitazioni
Le Alpi del Tamina si trovano a nord-ovest di Coira e sono delimitate a sud e ad est dal corso del fiume Reno.
Ruotando in senso orario i limiti geografici sono: Sargans-Sattel, Weisstannental, Schibelpass, Trinser Furgge, Aua da Mulins, fiume Reno Anteriore, fiume Reno, Sargans-Sattel.

## Classificazione

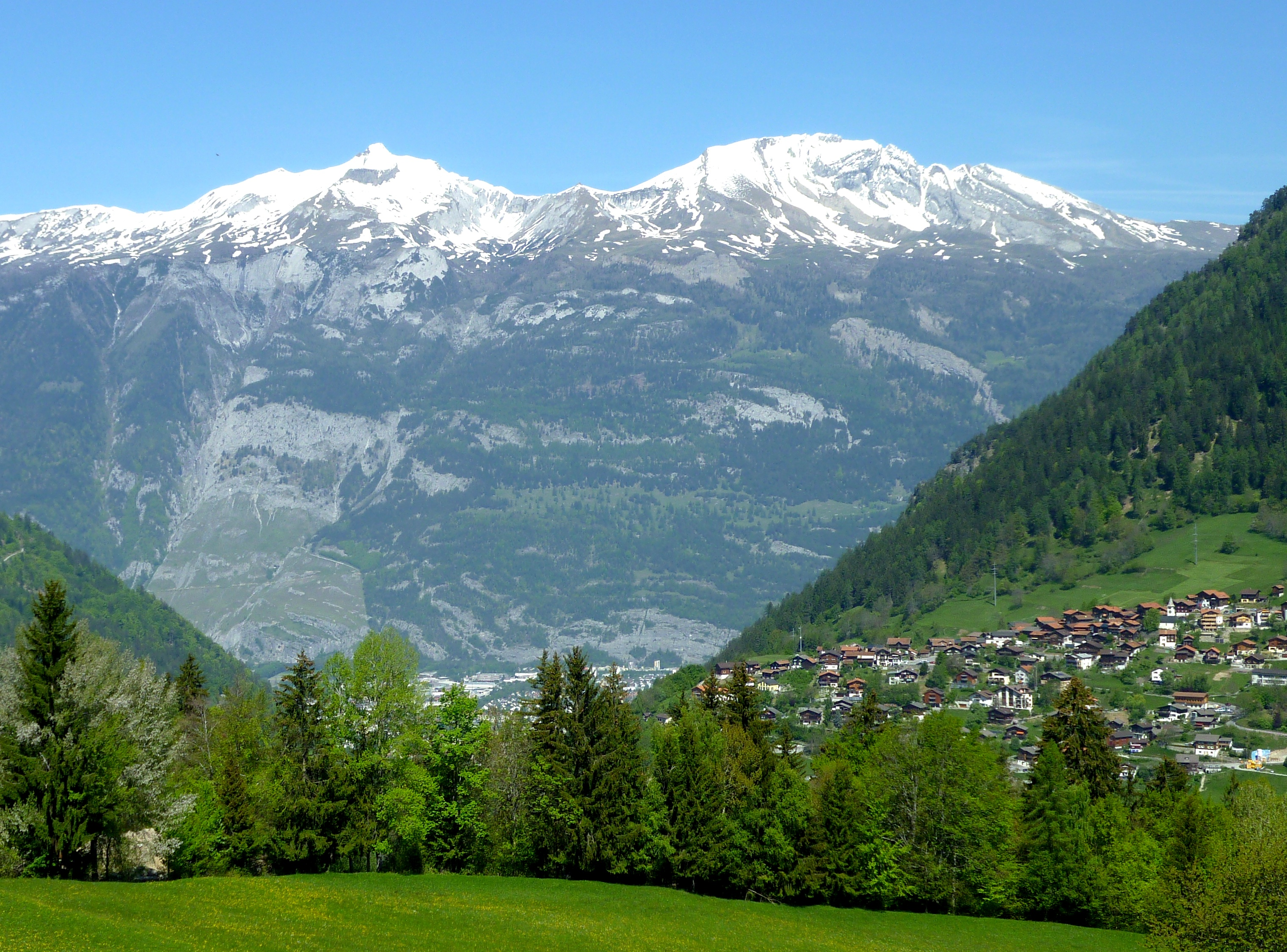
Calanda

La SOIUSA vede le Alpi del Tamina come un settore di supergruppo e vi attribuisce la seguente classificazione:
- Grande parte = Alpi Occidentali
- Grande settore = Alpi Nord-occidentali
- Sezione = Alpi Glaronesi
- Sottosezione = Alpi Glaronesi in senso stretto
- Supergruppo = Catena Sardona-Tamina
- settore di supergruppo = Alpi del Tamina
- Codice = I/B-13.II-B/b

## Suddivisione
La SOIUSA divide le Alpi del Tamina in tre gruppi e quattro sottogruppi:
- Graue Hörner (5)
  - Gruppo dell'Heubütz (5.a)
  - Gruppo del Sazmartinhorn (5.b)
  - Gruppo del Pizol (5.c)
  - Gruppo dello Zanaihorn (5.d)
- Gruppo del Ringel (6)
- Calanda (7)

## Vette

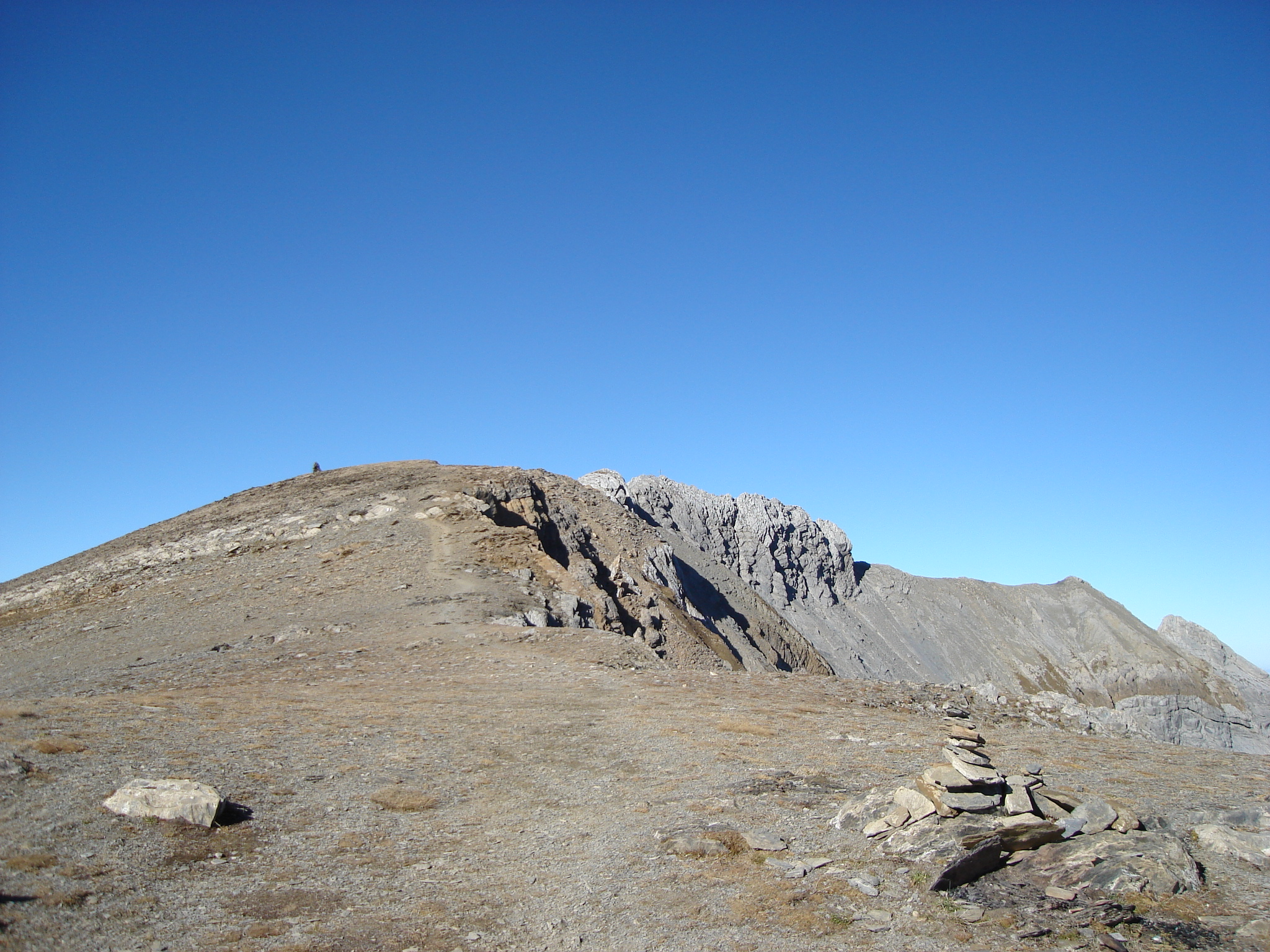
la vetta dell'Haldensteiner Calanda.

Le montagne principali delle Alpi del Tamina sono:
- Piz Barghis - 3.247 m
- Tristelhorn - 3.114 m
- Pizol - 2.844 m
- Sazmartinhorn - 2.827 m
- Zanaihorn - 2.821 m
- Haldensteiner Calanda - 2.805 m
- Felsberger Calanda - 2.697 m
- Gamidaurspitz - 2.309 m